# Mária Adrianová
Mária Adrianová (* 16. dubna 1943) je bývalá slovenská a československá politička, po sametové revoluci československý poslankyně Sněmovny národů Federálního shromáždění za VPN, respektive za nástupnický subjekt ODÚ-VPN.

## Biografie
Vystudovala Střední ekonomickou školu. V roce 1989 se zúčastnila sametové revoluce.
Ve volbách roku 1990 kandidovala za VPN do slovenské části Sněmovny národů (volební obvod Západoslovenský kraj). Mandát nabyla až dodatečně jako náhradnice v květnu 1991. V té době již VPN prošlo rozkladem a Adrianová tak nastoupila do poslaneckého klubu jedné z nástupnických formací ODÚ-VPN. Ve Federálním shromáždění setrvala do voleb roku 1992.
K roku 2012 je aktivní jako bloggerka. S manželem jsou v důchodu. Má tři děti (Mária, Adriána a Jaroslav).